# Acizzia ceplaciensis
Acizzia ceplaciensis är en insektsart som beskrevs av White och Hodkinson 1980. Acizzia ceplaciensis ingår i släktet Acizzia och familjen rundbladloppor. Inga underarter finns listade i Catalogue of Life.